# Список номинантов на премию «Национальный бестселлер» 2014 года
Список номинантов на премию «Национальный бестселлер», попавших в длинный список, короткий список (финалисты) и ставшего победителем (лауреатом) премии «Национальный бестселлер» в сезоне 2014 года.
Список представлен в следующем виде — победители; короткий список (финалисты), кроме победителей; длинный список — кроме победителей и финалистов.
Для финалистов и победителя в скобках указано сколько баллов набрало данное произведение по итогам голосования членов большого жюри за произведения из длинного списка для их отбора в финал. Произведение, набравшее наибольшее количество баллов по итогам голосования за произведения из длинного списка, чаще всего, но не всегда, становилось победителем.
Произведения в длинном списке упорядочены по фамилиям их авторов, произведения в коротком списке — по количеству набранных ими баллов при голосовании за произведения из длинного списка.
В 2014 году премия, также, вручалась в новой номинации «Нацбест — начало». Номинация учреждена телеканалом 2х2 в 2014 году для награждения авторов моложе 35 лет в рамках российского литературного конкурса «Национальный бестселлер».

## Победитель
1. Ксения Букша, «Завод „Свобода“»[5] (9 баллов).

## Короткий список
1. Сергей Шаргунов, «1993» (13 баллов).
2. Павел Крусанов, «Царь головы» (10 баллов).
3. Владимир Шаров, «Возвращение в Египет» (8 баллов).
4. Марат Басыров, «Печатная машина» (6 баллов).
5. Владимир Сорокин, «Теллурия» (6 баллов).

## Длинный список
1. Абузяров Илдар, «Финское солнце»
2. Аветисян Лия, «Про ментов, любовь и врагов»
3. Айрапетян Валерий, «В свободном падении»
4. Алексиевич Светлана, «Время секонд-хэнд»
5. Алехин Евгений, «Камерная музыка»
6. Арбенин Константин, «Иван, Кощеев сын»
7. Ахмедова Марина, «Крокодил»
8. Беленькая Надежда, «Рыбы молчат по-испански»
9. Бояшов Илья, «Кокон»
10. Бычков Андрей, «В бешеных плащах»
11. Вагнер Яна, «Живые люди»
12. Володарский Александр, «Химия»
13. Голованов Василий, «К развалинам Чевенгура»
14. Голованов Василий, «Лето бабочек»
15. Гуцко Денис, «Бета-самец»
16. Дигол Сергей, «Подлинные имена бесконечно малых величин»
17. Драгунский Денис, «Архитектор и монах»
18. Заграевский Сергей, «Архитектор его величества»
19. Зорин Иван, «В социальных сетях»
20. Зорина Елизавета Александрова, «Маленький человек»
21. Костюкович Елена, «Цвингер»
22. Крюкова Елена, «Путь пантеры»
23. Купряшина Софья, «Город Хиопс»
24. Левкин Андрей, «Вена, операционная система»
25. Лимонов Эдуард, «Апология Чукчей»
26. Меркин Андрей, «Записки "лесника"»
27. Наумов Лев, «Шепот забытых букв»
28. Немиров Мирослав, «Большая Тюменская энциклопедия»
29. Непогодин Всеволод, «Французский бульвар»
30. Никитин Алексей, «Victory park»
31. Олди Генри Лайон, Валентинов Андрей «Крепость души моей»
32. Панюшкин Валерий, «Отцы»
33. Рябов Кирилл, «Сжигатель трупов»
34. Самсонов Сергей, «Железная кость»
35. Сенчин Роман, «Чего вы хотите?»
36. Старобинец Анна, «Икарова железа»
37. Федорова Нина, «Уйти по воде»
38. Федорова Светлана, «Взрослые сказки»
39. Чижов Евгений, «Перевод с подстрочника»
40. Чуприна Евгения, «Орхидеи еще не зацвели»
41. Шмараков Роман, «Каллиопа, дерево, Кориск»
42. Шульпяков Глеб, «Музей имени Данте»

## Победитель в номинации «Нацбест — начало»
1. Старобинец Анна, «Икарова железа» (2 балла)

## Короткий список номинации «Нацбест — начало»
1. Айрапетян Валерий, «В свободном падении» (6 баллов)
2. Ксения Букша, «Завод „Свобода“» (4 балла)
3. Рябов Кирилл, «Сжигатель трупов» (2 балла)
4. Сергей Шаргунов, «1993» (2 балла)